# スペイン第二共和政

スペイン共和国
República Española (スペイン語)

国の標語: Plus Ultra（ラテン語）
更なる前進国歌: Himno de Riego（スペイン語）
リエゴ賛歌

戦間期のヨーロッパにおけるスペインとその保護領モロッコ

スペイン第二共和政（スペイン語: Segunda República Española）は、1931年に国王アルフォンソ13世が退位した後、1939年にフランシスコ・フランコが独裁体制を固めるまで続いたスペインの共和政体である。公式国名はスペイン共和国であった。

## 概要
第一次世界大戦に起因する経済の停滞は戦後も続き、貧民層は困窮に喘いでいた。各地で反政府運動が激化し、1923年9月にプリモ・デ・リベーラ陸軍大将がクーデターを起こして政権を奪取した。混乱期を豪腕で凌いだプリモ・デ・リベーラであったが、次第に強権的政治に対する民衆の不満は高まり、1930年には退陣へと追い込まれた。政権の崩壊に伴い、王制打倒を目指す共和派や共産党などの左派政党が民衆の支持を集めるようになり、1931年4月12日地方選挙が行われた。このような情勢下、選挙結果が確定する前に国王アルフォンソ13世は退位し亡命、4月14日に無血革命による第二共和政が成立した。
新政府は左翼的な新憲法の下、貧困層救済を重視した政策を展開したが、早々から政治的対立に起因する治安の悪化を招いた。失業者の一部は急進的な労働組合に所属し、激しいデモやテロを繰り返した。また、政教分離を進めた結果、敬虔なカトリックである民衆の支持を失った。政治は迷走を繰り返し、政権の退陣も頻繁に発生した。これらの政治的混乱は議会制民主主義への失望を招き、ファシズム政権の樹立を待望する主張が日増しに強まっていった。
1936年2月16日に人民戦線が政権を獲得すると左派と右派の対立は決定的となり、7月、フランシスコ・フランコ将軍率いる反乱軍がスペイン領モロッコのメリリャでクーデターを起こし、スペイン各地で反乱が頻発。後にスペイン内戦へと突入していった。ヒトラーのナチス・ドイツ、ムッソリーニのイタリア王国、サラザールのポルトガルから支援を受ける反乱軍は、スターリンのソビエト連邦とカルデナス政権のメキシコが支援する左派の人民戦線側を圧倒し、1939年には首都マドリードが陥落。反乱軍の勝利によって第二共和政は終焉を迎えた。
敗戦後、第二共和政の残党はフランスに逃れて亡命政府を結成したが、1940年のナチス侵攻後はメキシコに移転した。第二次世界大戦中、首相のフアン・ネグリンはロンドンに駐在した。戦後は拠点をパリに移し、メキシコの他パナマ、グアテマラ、ベネズエラ、ポーランド、チェコスロバキア、ハンガリー、ユーゴスラビア、ルーマニア、アルバニアなどが国家承認した。
フランコの死後、亡命政府は王政復古を受け入れることを決定、1977年7月1日に解散した。

## 歴代大統領
- ニセート・アルカラ＝サモーラ （1931年 - 1936年）
- マヌエル・アサーニャ （1936年 - 1939年）